# Il grigio e il blu
Il grigio e il blu (The Blue and the Gray) è una miniserie televisiva in tre puntate diretta da Andrew V. McLaglen. È stata trasmessa in prima visione dal 14 novembre al 17 novembre 1982 dal canale CBS.

## Trama
La storia racconta la guerra di secessione americana, dallo scoppio del conflitto all'assassinio di Lincoln, vista attraverso gli occhi di un agente segreto e di un reporter dell'epoca.